# A sátánármányosparázsvarázspokolikőrpuncspancslódítóbódítóka
A sátánármányosparázsvarázspokolikőrpuncspancslódítóbódítóka Michael Ende német gyermekkönyvíró 1989-ben kiadott regénye, mely 1990-ben elnyerte a svájci La vache qui lit irodalmi díjat. Az eredeti német cím a Der satanarchäolügenialkohöllische Wunschpunsch volt. A történet alapján 2000-ben rajzfilmsorozat készült Wunschpunsch, a varázskoktél címmel.

## Cselekmény
|  | Alább a cselekmény részletei következnek! |

Dr. Lidérczy Belzebub és nagynénje, Tyrannja Vampiria szerződést kötöttek a Sátánnal, s így minden évben teljesíteniük kell egy bizonyos mennyiségű gonosz cselekedetet. Ez azonban idén nem sikerült, ugyanis az Állatok Nagytanácsa két kémet küldött hozzájuk: Maurizio di Maurót, a macskát és Krakél Kareszt, a varjút (ő a rajzfilmváltozatban Jákobként szerepel) – így a varázslóknak óvatosabbnak kellett lenniük.
Szilveszter éjszakáján, hogy teljesíteni tudják a szerződést, elhatározzák, hogy együtt elkészítik a különleges erővel bíró „puncsot” – teljes nevén a sátánármányosparázsvarázspokolikőrpuncspancslódítóbódítókát –, ami minden kívánságukat valóra váltja. A bájitalt elkészítve (melyhez öt méter hosszú recept tartozik), az állatok előtt sem kellene titkolózniuk, mert az ital természetétől fogva minden kívánságnak épp az ellentétét váltja valóra, így ha valakinek pl. jó egészséget kívánnának, az megbetegszik.
A történet december 31-én délután ötkor kezdődik és éjfélig tart. A köztes időben minden fejezet egy-egy hosszabb-rövidebb időtartamot mutat be, ezzel is érzékeltetve a varázslókra és az állatokra nehezedő nyomást. Végül azonban Maurizio és Karesz a saját hasznára tudja fordítani a főzetet. Mivel nem fogyott el az összes puncs az első éjféli harangozásig, a kívánságoknak nem az ellentéte teljesül – mint ahogy azt a varázslók szerették volna –, hanem maga a kívánság, így az állatok végül sikerrel teljesítik küldetésüket.
|  | Itt a vége a cselekmény részletezésének! |

## Utalások
Karesz első szereplése humoros utalás Edgar Allan Poe A holló című versére. A két varázsló neve beszélő név: Belzebub a sátán szinonimája, Tyrannja a türannosz szó kicsavarása. Bár mindketten egyértelműen a rossz oldalt képviselik a történetben, cselekedeteik sokszor kivívják az olvasó szimpátiáját.

## Magyarul
A sátánármányosparázsvarázspokolikőrpuncspancslódítóbódítóka; ford: Lázár Magda, rajz: Regina Kehn
- Európa, Budapest, 1993, ISBN 9630755874
- Európa, Bp., 2005, ISBN 9630777584
- Kolibri, Bp., 2014, ISBN 9786155234989

## Fordítás
- Ez a szócikk részben vagy egészben  a   The Night of Wishes című angol Wikipédia-szócikk fordításán alapul.  Az eredeti cikk szerkesztőit annak laptörténete sorolja fel. Ez a jelzés csupán a megfogalmazás eredetét és a szerzői jogokat jelzi, nem szolgál a cikkben szereplő információk forrásmegjelöléseként.